# 下八庙镇
下八庙镇，是中华人民共和国四川省巴中市恩阳区下辖的一个乡镇级行政单位。2019年12月，撤销观音井镇，将其所属行政区域划归下八庙镇管辖。

## 行政区划
下八庙镇下辖以下地区：
黄桷树社区、磨子社区、石桥村、凤凰包村、安乐村、钱库村、东峰村、铁城村、马鞍山村、尖山村、天星桥村、泡木梁村、石鼓梁村、狮子梁村、天堡寨村、普济宫村和印盒山村。